# SecurityUser.com
SecurityUser.com är en svensk facktidskrift för säkerhetsanvändare inom näringsliv och offentlig sektor. Nätutgåvan uppdateras dagligen och den tryckta versionen ges ut kvartalsvis. Den svenska versionen av SecurityUser.com är officiellt media för tankesmedjan Säkerhet för Näringsliv och Samhälle (SNOS) medan den danska versionen är officiellt media för branschorganisationen SikkerhedsBranchen. Tidskriften har bland annat publicerat debattartiklar av före detta interpol- och rikspolischefen Björn Eriksson och säkerhetsexperten Dick Malmlund.
Varje år arrangerar SecurityUser.com eventet #TrygghetNu i samarbete med tankesmedjan Säkerhet för Näringsliv och Samhälle (SNOS). Under eventet diskuteras relationen mellan brottsbekämpande metoder såsom kamerabevakning och personlig integritet. Bland de som medverkat finns politikerna Morgan Johansson (S), Johan Pehrson (FP), Ulrika Karlsson (M) och Mehmet Kaplan (MP).
Sedan 2011 delar SecurityUser.com och SNOS också ut utmärkelsen Årets Trygghetsambassadör. Utmärkelsen går till en person som arbetat för att lyfta trygghetsfrågor i samhället. Hittills har utmärkelsen delats ut till Johan Pehrson, Leif G.W. Persson, Björn Eriksson, Morgan Johansson, Annika Brändström, Hanne Kjöller, Magnus Ranstorp, Jale Poljarevius. och Anne-Marie Eklund Löwinder